# Sazani Úgol
Sazani Úgol (en rus: Сазаний Угол) és un poble (un khútor) de l'óblast d'Astracan, a Rússia, segons el cens del 2010 tenia 13 habitants.